# Wittgensteiner Land
Wittgensteiner Land (eller Wittgenstein) et landskab i Kreis Siegen-Wittgenstein. En lille del af landskabet ligger dog i Hochsauerlandkreis. Begge kreise ligger i regeringsdistriktet Arnsberg i Nordrhein-Westfalen.
Fra 1816 til 1974 blev området administreret som Kreis Wittgenstein.
Det meste af Wittgensteiner Land ligger i kommunerne Bad Berleburg, Bad Laasphe og Erndtebrück.